# Современная драматургия
«Современная драматургия» — российский литературный журнал, выходил с 1982 по 2021 год. Публикует пьесы российских и иностранных писателей, театральные рецензии, статистику постановок.
Первоначально был органом СП СССР, Министерства культуры СССР и (в 1988—1991) Союза театральных деятелей СССР. После 1991 учредителями стали редакция журнала, Региональный благотворительный общественный Фонд развития и поощрения драматургии и Министерство культуры РФ.
До 1987 назывался альманахом и выходил 4 раза в год, с 1987 это журнал, выходящий 6 раз в год, а после 1991 снова 4 раза в год.
Из-за отсутствия финансирования закрыт в 2021 году.
Главные редакторы
- 1982—1985 — Василий Чичков;
- с 1985 — Николай Мирошниченко;
- с 2006 — Андрей Волчанский.